# Mulhadhoo
Mulhadhoo är en ö i Maldiverna. Den ligger i den norra delen av landet, 320 km norr om huvudstaden Malé. Geografiskt är den en del av Ihavandhippolhu atoll, men tillhör administrativt Haa Alif.
Klimatet i området är tempererat. Årsmedeltemperaturen i trakten är 18 °C. Den varmaste månaden är januari, då medeltemperaturen är 26 °C, och den kallaste är juli, med 0 °C. Genomsnittlig årsnederbörd är 1 795 millimeter. Den regnigaste månaden är augusti, med i genomsnitt 372 mm nederbörd, och den torraste är april, med 31 mm nederbörd.